# Britny Fox (альбом)
Britny Fox — дебютный студийный альбом американской глэм-метал-группы Britny Fox, выпущенный 6 июня 1988 года лейблом Columbia Records. 21 декабря того же года альбом сертифицирован как золотой.

## Об альбоме
В Britny Fox вошли такие хиты, как «Long Way to Love» и «Girlschool», а также пауэр-баллада «Save the Weak».

## Список композиций
Все примечания взяты из оригинального LP.
Слова и музыка всех песен — Дином Дэвидсоном (@), если не указано иное..
| №  | Название           | Автор(ы)       | Длительность |
| -- | ------------------ | -------------- | ------------ |
| 1. | «Girlschool»       |                | 4:39         |
| 2. | «Long Way to Love» |                | 4:54         |
| 3. | «Kick 'n' Fight»   | @, Тони Дестра | 3:37         |
| 4. | «Save the Weak»    |                | 5:30         |
| 5. | «Fun in Texas»     |                | 4:27         |

| №                   | Название                      | Автор(ы)              | Длительность |
| ------------------- | ----------------------------- | --------------------- | ------------ |
| 6.                  | «Rock Revolution»             |                       | 4:40         |
| 7.                  | «Don't Hide»                  |                       | 4:50         |
| 8.                  | «Gudbuy T'Jane» (кавер Slade) | Нодди Холдер, Джим Ли | 4:26         |
| 9.                  | «In America»                  | @, Дестра             | 4:25         |
| 10.                 | «Hold On»                     |                       | 3:30         |
| Общая длительность: | Общая длительность:           | Общая длительность:   | 45:11        |

| №   | Название                              | Длительность |
| --- | ------------------------------------- | ------------ |
| 11. | «Long Way to Love» (сингловая версия) |              |
| 12. | «Livin' on the Edge» (Сторона B)      |              |

## Участники записи
Все примечания взяты из оригинального LP.
Britny Fox
- «Dizzy» Дин Дэвидсон — весь ведущий вокал, ритм-гитара
- Майкл Келли Смит — соло-гитара, бэк-вокал
- Билли Чайлдс — бас-гитара, бэк-вокал
- Джонни Ди — ударные, перкуссия, бэк-вокал

Дополнительный музыкант
- Дэвид Гиббинс — клавишные

Производство
- Джон Янсен — продюсер, инженер, микширование в Blue Jay Recording Studio, Карлайл, Массачусетс
- Майкл Келли Смит — помощник по микшированию
- Нельсон Эйерс — инженер
- Крис Браун — помощник инженера
- Майкл Фронделли — сведение
- Грег Калби — мастеринг в Sterling Sound, Нью-Йорк

## Чарты

### Альбом
| Год  | Чарт          | Страна | Пик. позиция |
| ---- | ------------- | ------ | ------------ |
| 1988 | Billboard 200 | США    | 39           |

### Синглы
| 1988 | «Long Way to Love» | 100 |

## Сертификация
| Страна                 | Организация            | Год                    | Продажи     |
| США                    | RIAA                   | 1988                   | Золотой     |
| Total available sales: | Total available sales: | Total available sales: | (+ 500,000) |

## Награды
| Публикация    | Страна | Награда                                       | Место |
| ------------- | ------ | --------------------------------------------- | ----- |
| Rolling Stone | США    | 50 величайших хейр-метал-альбомов всех времен | 38    |
| L.A. Weekly   | США    | Любимые хейр-метал-альбомы Чака Клостермана   | 20    |
| Metal Rules   | США    | 50 лучших глэм-метал-альбомов                 | 44    |